# Klevskär
Klevskär är en ö i Åland (Finland). Den ligger i Skärgårdshavet och i kommunen Kökar i landskapet Åland, i den sydvästra delen av landet. Ön ligger omkring 59 kilometer öster om Mariehamn och omkring 230 kilometer väster om Helsingfors.
Öns area är 5,7 hektar och dess största längd är 390 meter i sydväst-nordöstlig riktning.